# Le Trésor de Beersel
 (avril 2020).
Si vous disposez d'ouvrages ou d'articles de référence ou si vous connaissez des sites web de qualité traitant du thème abordé ici, merci de compléter l'article en donnant les références utiles à sa vérifiabilité et en les liant à la section « Notes et références ».
Le Trésor de Beersel ou De schat van Beersel en néerlandais est le vingt-quatrième album de bande dessinée de la série Bob et Bobette. Il porte le numéro 111 de la série actuelle. Il a été écrit et dessiné par Willy Vandersteen et publié dans l'hebdomadaire comique Tintin du 23 juillet 1952 au 8 octobre 1953.

## Synopsis
Alors qu'une représentation théâtrale a lieu au château de Beersel, une chauve-souris verte géante vient semer la terreur. Bob, Bobette et Lambique découvrent ensuite un papier perdu par Isidore, le garde du château, relatant l'existence d'un trésor en son sein. Démarre alors une chasse au trésor avec un retour au Moyen-Âge pour découvrir les plans du château de Beersel et l'emplacement du trésor, alors que la chauve-souris verte semble être un leurre.

## Personnages
- Bobette
- Bob
- Lambique
- Isidore
- Monsieur Prim (hypnotiseur)

## Lieux
- Braine-l'Alleud
- Beersel, Château de Beersel

## Autour de l'album
- Le château féodal de Beersel (à 13 kilomètres de Bruxelles) datant de 1300, où se déroule l'essentiel de l'histoire, a été reconstruit plusieurs fois. Il a été restauré en 1928 et transformé en musée par la "Ligue des amis du château de Beersel".
- Le nom « Lambique » vient de la bière régionale lambic spontanément fermentée que Vandersteen lui-même appréciait et avec laquelle la Gueuze est également fabriquée. Beersel a deux autres brasseries : Oud Beersel et Drie Fonteinen, qui brassent également le lambic.
- M. Prim est aussi le clochard qui a hypnotisé les amis de l'album Le Casque tartare

## Éditions
- De schat van Beersel, Standaart, 1954 : Édition originale en néerlandais
- Le Trésor de Beersel, Le Lombard, 1955 : Première édition française comme numéro 3 de la série bleu sous le titre Mr. Lambique, Bob et Bobette en bichromie.
- Le Trésor de Beersel, Erasme, 1972 : Réédition comme numéro 111 de la série actuelle en couleur.
- Le Trésor de Beersel, Erasme, 1983 : Réédition de l'édition bleue de 1955 comme numéro 3 sous le titre Mr. Lambique, Bob et Bobette en bichromie.
- Le Trésor de Beersel, Erasme, 1995 : Réédition de l'édition bleue de 1955 comme numéro 4 avec une nouvelle mise en couleurs.